# Le Batteur du Boléro
Pour plus de détails, voir Fiche technique et Distribution.
Le Batteur du Boléro est un court-métrage réalisé par Patrice Leconte de 1992.

## Résumé
Jacques Villeret y joue le rôle d'un percussionniste dans un orchestre symphonique interprétant un long extrait du Boléro de Maurice Ravel, pièce de 1928, basée sur un ostinato joué tout d'abord en solo par la caisse-claire puis répété de la première à l’antépénultième mesure, alors que deux autres thèmes sont repris inlassablement par les autres membres de l'orchestre quand ceux-ci n'accompagnent pas le batteur dans son répétitif labeur.

## Fiche technique
- Alias : The Drummer of Ravel's Boléro 
Bolero (autres langues n'utilisant pas le titre original)
- Durée : 8 minutes
- Pays d'origine :  France
- Couleur : couleur
- Son : Dolby
- Réalisation : Patrice Leconte
- Scénario : Patrice Leconte
- Producteur : Thierry de Ganay
- Société de production : Zoulou Films
- Image : Ricardo Aronovitch
- Montage : Dominique Auvray
- 1er assistant réalisateur : Hubert Engammare
- Son : Paul Lainé
- Musique : Boléro, adapté par Laurent Petitgirard d'après Maurice Ravel (1928), interprétée par l'Orchestre symphonique de Paris sous la direction de Laurent Petitgirard, éditions musicales Durand S.A.
- Tournage : Studios de Stains
- Date de sortie :
  - France : 19 juin 1992 (Festival Côté court de Pantin)

## Distribution
- Jacques Villeret : le batteur
- Orchestre symphonique de Paris sous la direction de Laurent Petitgirard : eux-mêmes

## Remarques
L'intérêt du court-métrage était de se concentrer exclusivement sur l'interprétation du batteur, qui est pour cette pièce, un exercice extrêmement éprouvant nerveusement. Les expressions faciales du batteur constituent le point primordial du film. Il a une expression fade au premier abord, mais plus le film se développe, plus on remarque l'apparition de tics des yeux, de la bouche et des sourcils. Cette technique est utilisée ici pour montrer la frustration de l'artiste face à la monotonie de la pièce. Quand l'esprit du batteur est ailleurs, il commence à sortir du rythme. Il montre son malaise par secousses, indiquant son mal au dos, murmurant en continu. Quand la timbalière commence sa partition (presque à la fin du morceau), il la regarde avec envie et murmure à chaque fois qu'elle intervient. « Mécontent d'être éclipsé par une percussion plus grosse », commentera le réalisateur à ce sujet.

## Récompenses
- Le film fut présenté au Festival de Cannes édition 1992 en hors-compétition.
- Pour le film, Patrice Leconte remporta le Prix Don Quichotte du Festival du film de Cracovie en 1993.